# Буланський сільський округ
Була́нський сільський округ (каз. Бұлан ауылдық округі, рос. Аралтобинский сельский округ) — адміністративна одиниця у складі Сиримського району Західноказахстанської області Казахстану. Адміністративний центр — село Булан.
Населення — 706 осіб (2021; 1001 у 2009, 1317 у 1999, 1452 у 1989).
Станом на 1989 рік існувала Буланська сільська рада (села Булан, Джамбул).

## Склад
До складу округу входять такі населені пункти:
| Населений пункт | Старі назви | Населення, осіб (1989) | Населення, осіб (1999) | Населення, осіб (2009) | Населення, осіб (2021) |
| --------------- | ----------- | ---------------------- | ---------------------- | ---------------------- | ---------------------- |
| Булан, село     | -           | 910                    | 825                    | 624                    | 515                    |
| Жамбил, село    | Джамбул     | 542                    | 492                    | 377                    | 191                    |